# Lazarus Secretarius
Lazarus Secretarius (Lazarus der Sekretär) war ein ungarischer Kartograf, der eine Ungarnkarte (die Tabula Hungarie) zusammenstellte, die 1528 gedruckt wurde. Diese Karte gehört zum Weltdokumentenerbe der UNESCO. Über sein Leben ist wenig bekannt.

## Wirken
Der Beiname von Lazarus Secretarius bezieht sich darauf, dass er Sekretär war, und zwar von Tamás Bakócz, dem Erzbischof von Esztergom und damit Primas von Ungarn, der bis zu seinem Tod 1521 Kanzler des Königreichs Ungarn und verantwortlich für die Außenpolitik Ungarns war. Damit war wohl auch für Lazarus der Bedarf für eine genaue Ungarnkarte deutlich. Zu dieser kam es in Zusammenarbeit mit seinem Lehrer Georg Tannstetter, bei dem er in Wien studiert hatte. Lazarus hatte die Karte „zusammengestellt“ (congesta), Tannstetter hatte sie daraufhin überarbeitet und erweitert (revisa auctiorque reddita). Damit sind die Anteile der beiden Kartographen nicht genau bezeichnet. Besonders in Ungarn wird manchmal einfach von der „Lazarus-Karte“ gesprochen.

## Gleichsetzung mit Lazarus Rosetus
In der historischen Fachliteratur wird Lazarus Secretarius oft mit einem Lazarus Rosetus gleichgesetzt. Ein Zeitgenosse mit dem Namen Lazarus Rosetus war Dekan und Canonicus von St. Severin (Köln). Eine Urkunde aus dem Jahr 1519 zeigt ihn als Richter und Konservator der Rechte und Privilegien der Karthäuser. Von manchen wird angenommen, dass diese zwei zur selben Zeit lebenden Lazarus’ eine Person bezeichnen, es wäre aber auch möglich, dass es zur selben Zeit mehrere Gelehrte mit dem Namen Lazarus Rosetus gab. Es fällt auf, dass der Lazarus der Ungarnkarte dort nur mit dem Namen Lazarus bezeichnet wird, während die anderen Beteiligten mit Vor- und Nachnamen genannt werden (so wie Georg Tannstetter). Wäre sein Nachname Rosetus gewesen, so wäre es naheliegend, auch bei ihm den Nachnamen zu nennen. Es sieht so aus, dass anstelle eines – nicht vorhandenen – Nachnamens eine nähere Kennzeichnung durch seine Funktion als „Secretarius“ erfolgt. Merkwürdig ist auch, dass jene ihn mit Lazarus Rosetus gleichsetzenden Historiker nicht darin übereinstimmen, was dabei der Vor- und was der Nachname sein soll. Einige nennen ihn „Lazarus Rosetus“, andere „Rosetus Lazarus“ – als ob Rosetus sein Vorname gewesen wäre. Diese Uneinigkeit spricht dafür, dass die erwähnte Identifikation keine feste Quellenbasis hat, sondern bloß auf Vermutungen beruht.